# Musée cantonal de design et d’arts appliqués contemporains
Das Musée cantonal de design et d’arts appliqués contemporains – mudac, deutsch: Kantonales Museum für Design und zeitgenössische angewandte Kunst ist ein Museum in Lausanne im Schweizer Kanton Waadt. Es wurde 1862 von Gabriel de Rumines Mutter, Catherine de Rumine als «Musée industriel» gegründet, vereinte weitere Museen und wurde zuletzt 2022 auf der Plateforme 10 als Museum für Design und Kunstgewerbe wiedereröffnet.

## Standort – Plateforme 10
Standort des Museums ist ein ehemaliges Gelände der Schweizerischen Bundesbahnen (SBB), das die Stadt Lausanne in einem Tausch erwarb. Nach dem Abriss des Lokdepots wurde dort von 2016 bis 2019 das neue, 145 Meter lange Gebäude für das Musée cantonal des Beaux-Arts de Lausanne, MCBA; Kantonales Museum der schönen Künste Lausanne, errichtet und im Oktober 2019 eröffnet. Westlich entstand das Museumsgebäude des mudac, in dem auch das Museum Photo Elysée (ehemals Musée de l’Elysée) einzog. Das neue Museumsquartier erhielt den Namen Plateforme 10, deutsch: Bahnsteig 10, und vereint neben den drei Museen auch zwei Stiftungen. Nördlich des Freiraums «Signal L» bieten 14 verglaste Arkaden Kreativräume. Gegenwärtig wird der Zugangsbereich umgestaltet (Stand: März 2025), das Stellwerksgebäude soll Anfang 2026 für Kulturzwecke umgebaut werden. Auf der Freifläche vor den Museen sind Bahngleise erhalten, eine Drehscheibe ist zwischenzeitlich überbaut worden. Generaldirektor der Plateforme 10 ist der Historiker und Kurator Patrick Gyger. Das Museumsquartier hat eine Gesamtfläche von 25'000 m² und eine Ausstellungsfläche von 6'300 m².
Die 17 Meter lange und 7 Tonnen schwere Grossplastik La Crocodile der Künstler Xavier Veilhan und Olivier Mosset hat die Form und Grösse einer «Krokodil»-Lokomotive der SBB vom Typ Ce 6/8II bzw. 6/8III. Ihr Standort wechselt, da neben der laufenden Umgestaltung auf der Freifläche auch das Riesenrad des Weihnachtsmarkts aufgebaut wird.
Der ehemalige Standort des «mudac» war das denkmalgeschützte Maison Gaudard am Place de la Cathédrale.

## Geschichte

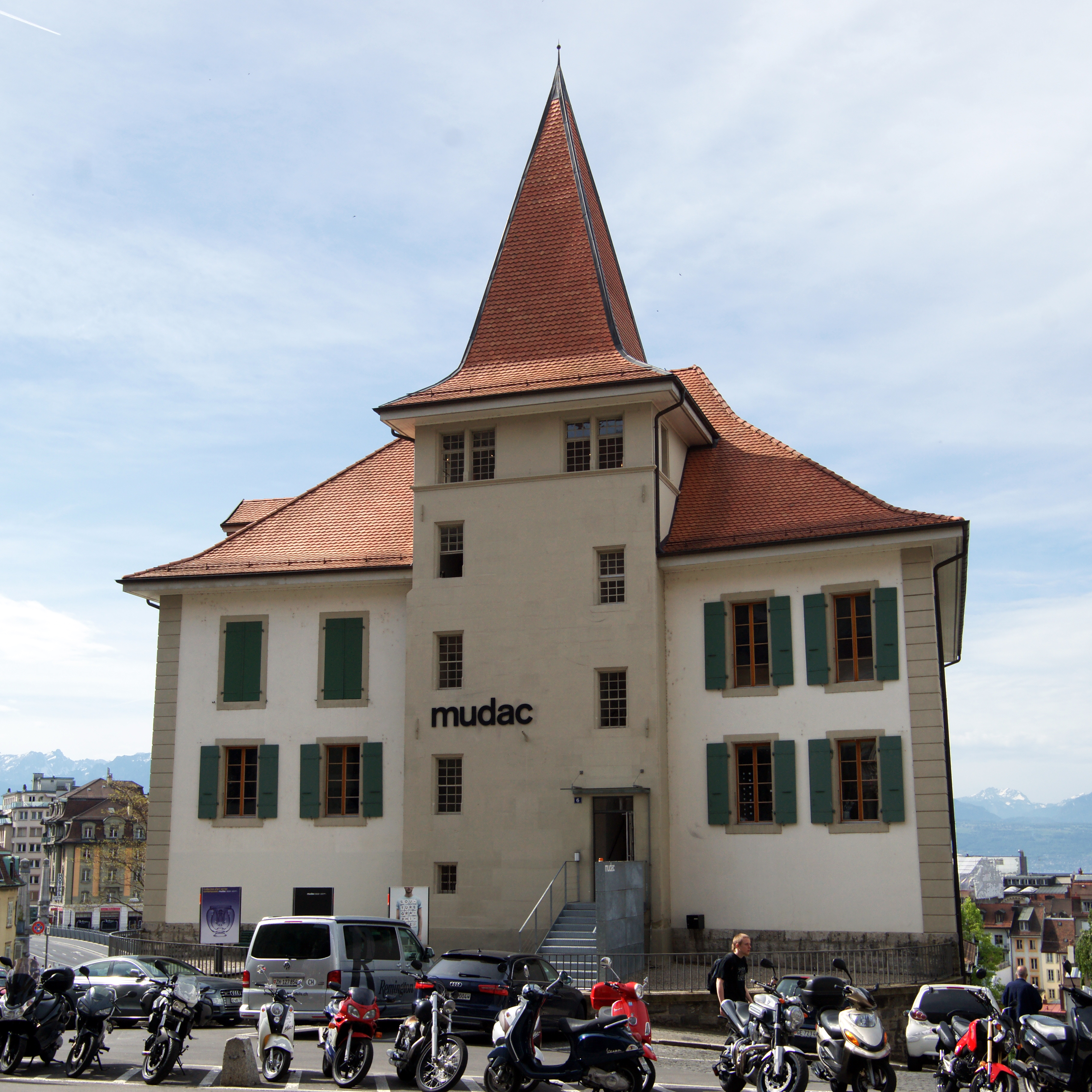
Ehemaliges Museumsgebäude Maison Gaudard, 2014

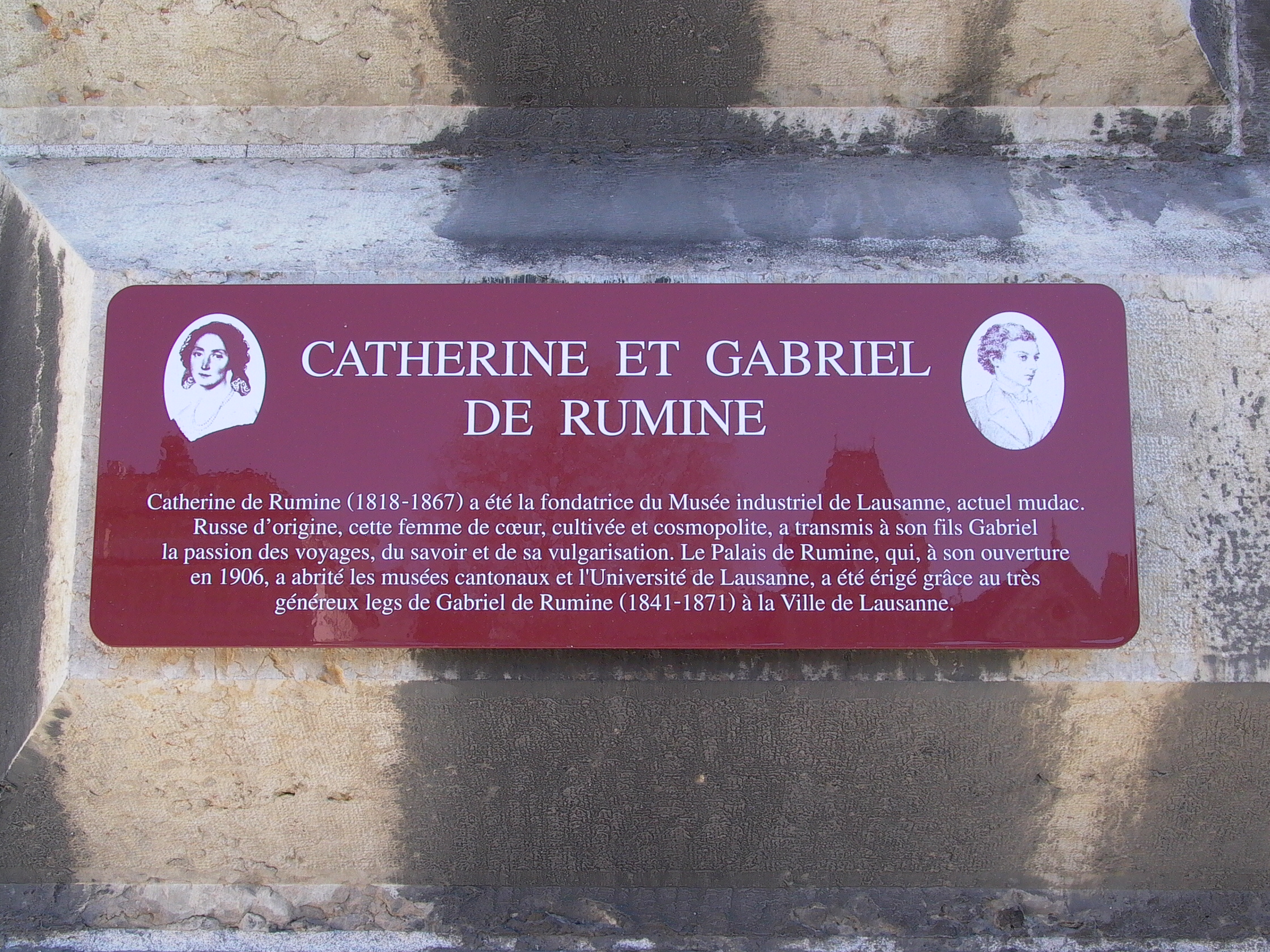
Gedenktafel am Palais de Rumine für Catherine und Gabriel de Rumine

Das «Musée industriel» wurde 1862 von Catherine de Rumine (1818–1867), der Mutter von Gabriel de Rumine als Kunstgewerbemuseum gegründet und bestand bis 1905. Ziel war es, regionales Kunstgewerbe zu fördern sowie Lernenden und allgemeinen Publikum Wissen zu vermitteln. Seine Sammlung wurde mit einem Kuriositätenkabinett verglichen. Aus Platzmangel erfolgte eine Teilung. Der Bereich der dekorativen Kunst wurde 1909 als «Musée d’art industriel» im Palais de Rumine neu eröffnet. Der Bereich des regionalen Kunstgewerbes wurde ab 1919 in die École des Métiers verlegt.
Das «Musée d’art industriel» erfuhr bis 1952 zahlreiche Veränderungen. Es wurde 1946 in «Musée d’art industriel et d’art décoratif» und 1952 in «Musée d’art décoratif» umbenannt. Eine Verlegung in den Stadtteil Villamont erfolgte 1967. Die Ankaufspolitik konzentrierte sich auf die Bereiche Glaskunst, Grafik, Keramik und Schmuck. Mit dem Umzug in das Maison Gaudard wurden im Jahr 2000 die Sammlungen ausgebaut und erweitert. Hinzu kam der Bereich des regionalen und internationalen Designs. Das Museum erhielt den aktuellen Namen «mudac». Für den Neubau im Museumskomplex Plateforme 10 wurde ein Wettbewerb für 21 internationale Architekten aus 149 Bewerbern ausgeschrieben.
Der Museumsbau nach dem Entwurf der portugiesischen Architekten Manuel und Francisco Aires Mateus in Zusammenarbeit mit dem Ingenieur Rui Furtado wurde von 2018 bis 2021 errichtet. Das Gebäude hat eine Grundfläche von 42 mal 42 Meter. Der obere Baukörper von mehr als 1100 Tonnen Beton ruht auf drei Metallstützen. Ein gezacktes Band mit Glastüren und Fensterflächen umzieht das Bauwerk. Nach dem Konzept «Un musée, deux musées» (Ein Museum, zwei Museen) ist der obere Teil für das mudac als «white box» mit Oberlichtern konzipiert, der untere Teil als «black box» für das Fotomuseum liegt unter dem Eingangsniveau.
Die Kunsthistorikerin Chantal Prod’Hom leitete von 2000 bis 2022 das mudac und realisierte mehr als 120 Ausstellungen bis zu «A Chair & You» mit Robert Wilson im Oktober 2022. Das Museum wird seit 2023 von Marco Costantini geleitet.
Das mudac wurde 2021 im Maison Gaudard geschlossen und im Juni 2022 mit einer verdoppelten Ausstellungsfläche von 1580 m² zeitgleich mit dem Photo Elysée wiedereröffnet. Die beiden Einrichtungen haben einen gemeinsamen Museumsshop, einen Vortragssaal mit 80 Plätzen sowie ein Restaurant und ein Café.
Die Sammlung des Museum ist in das Schweizerische Kulturgüterschutzinventar mit Objekten von nationaler Bedeutung (Kategorie A) eingetragen.

## Ausstellung

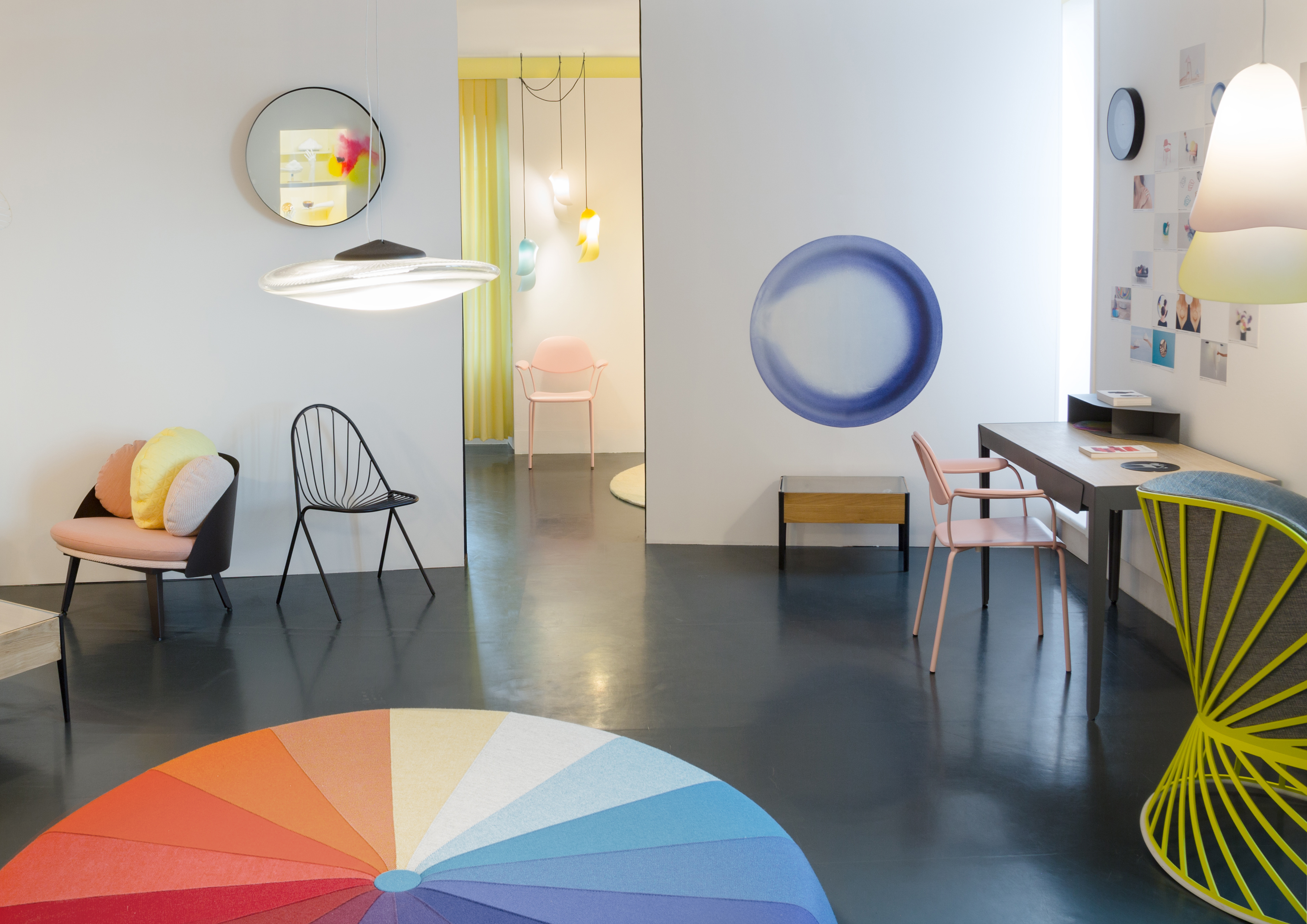
Ausstellung Anima. Carte blanche à Constance Guisset, 2016

- 2016–2017: Anima. Carte blanche à Constance Guisset, 15. September 2016 bis 15. Januar 2017

## Belege
1. ↑  Le pôle muséal lausannois Plateforme 10 a battu son record de fréquentation en 2024. In: Radio Télévision Suisse. 10. Januar 2025, abgerufen am 23. Juli 2025.
2. 1 2 3 4 5 6  mcba.ch: Dossier de presse. Inauguration du quartier des arts PLATEFORME 10, Lausanne et du nouveau bâtiment des musées mudac et Photo Elysée. Französisch, PDF, 570 kB; abgerufen am 26. März 2025.
3. ↑  Kulturgüterschutzobjekt von regionaler Bedeutung: Kategorie B, KGS-Nr.: 06140.
4. 1 2  Vorträge «Vom Musée industriel zum mudac auf Plateforme 10». Abgerufen am 26. März 2025.
5. ↑  KGS-Nr.: 08701; Musée de design et d'arts appliqués contemporains (MUDAC; Plateforme 10).